# Murder at Monte Carlo
Murder at Monte Carlo è un film del 1935 diretto da Ralph Ince.
È un thriller giallo interpretato da Errol Flynn, Eve Grey, Paul Graetz e Molly Lamont, prima pellicola con Flynn in un ruolo da protagonista in Inghilterra. Il film attualmente manca dal BFI National Archive, ed è elencato come il 75º film perduto Most Wanted del British Film Institute.

## Trama
Dyter, un reporter di Fleet Street, indaga sulla pretesa del dottor Becker, un professore di matematica, di possedere un sistema infallibile di battere la ruota della roulette a Monte Carlo. Dyter si rifiuta di portare con sé la fidanzata Gilian, ma decide di andare comunque e riferire sulla storia ad un giornale rivale. Il dottor Becker nel frattempo muore, sembra un suicidio, ma Gilian è convinto che si tratti invece di un omicidio.

## Produzione
Venne girato nei Teddington Studios della Warner Brothers First National, a Teddington,  nel Middlesex.

## Distribuzione
Fu distribuito nel Regno Unito dalla Warner Bros. nel gennaio 1935.